# Landricus van Zinnik

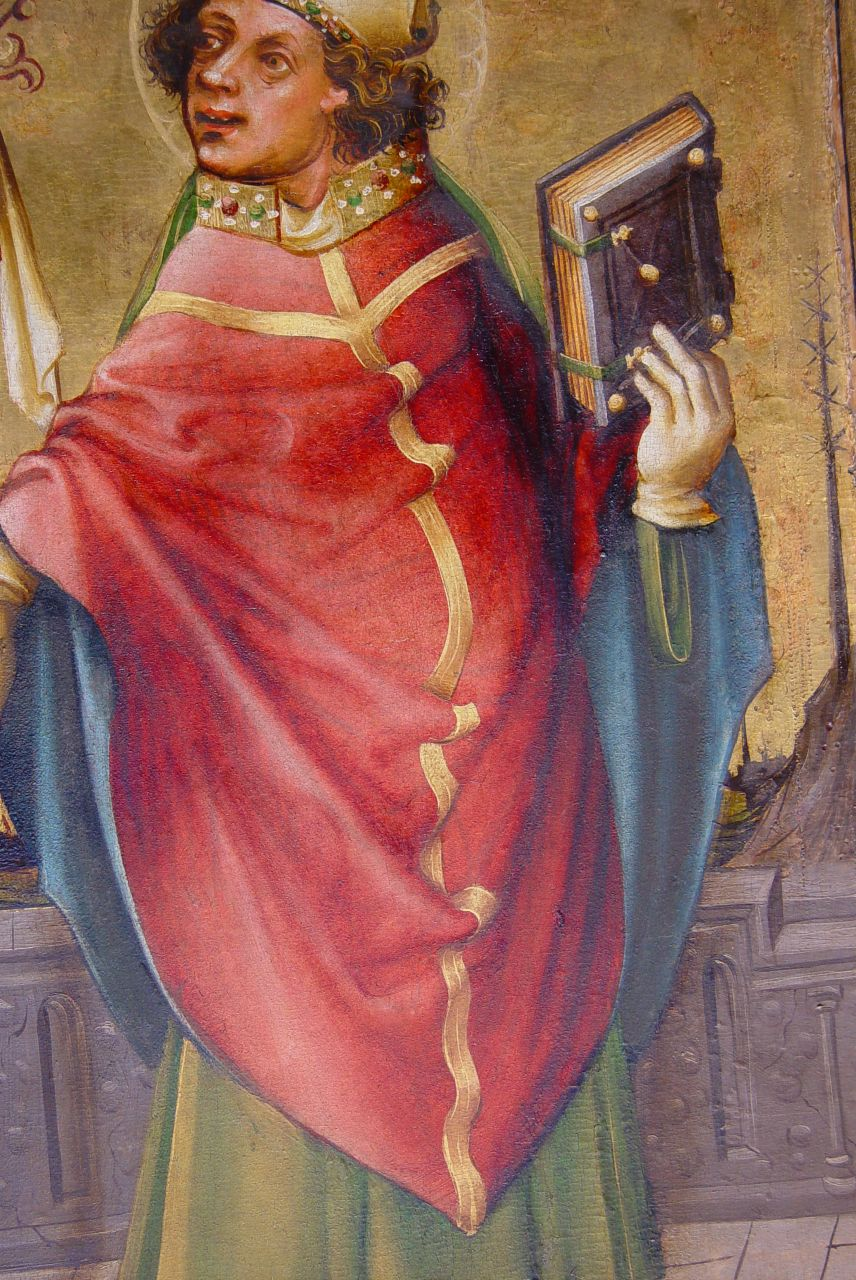
Detail van het Wiener Neustädter Altar uit 1444, sinds 1884/85 in de Stephansdom in Wenen

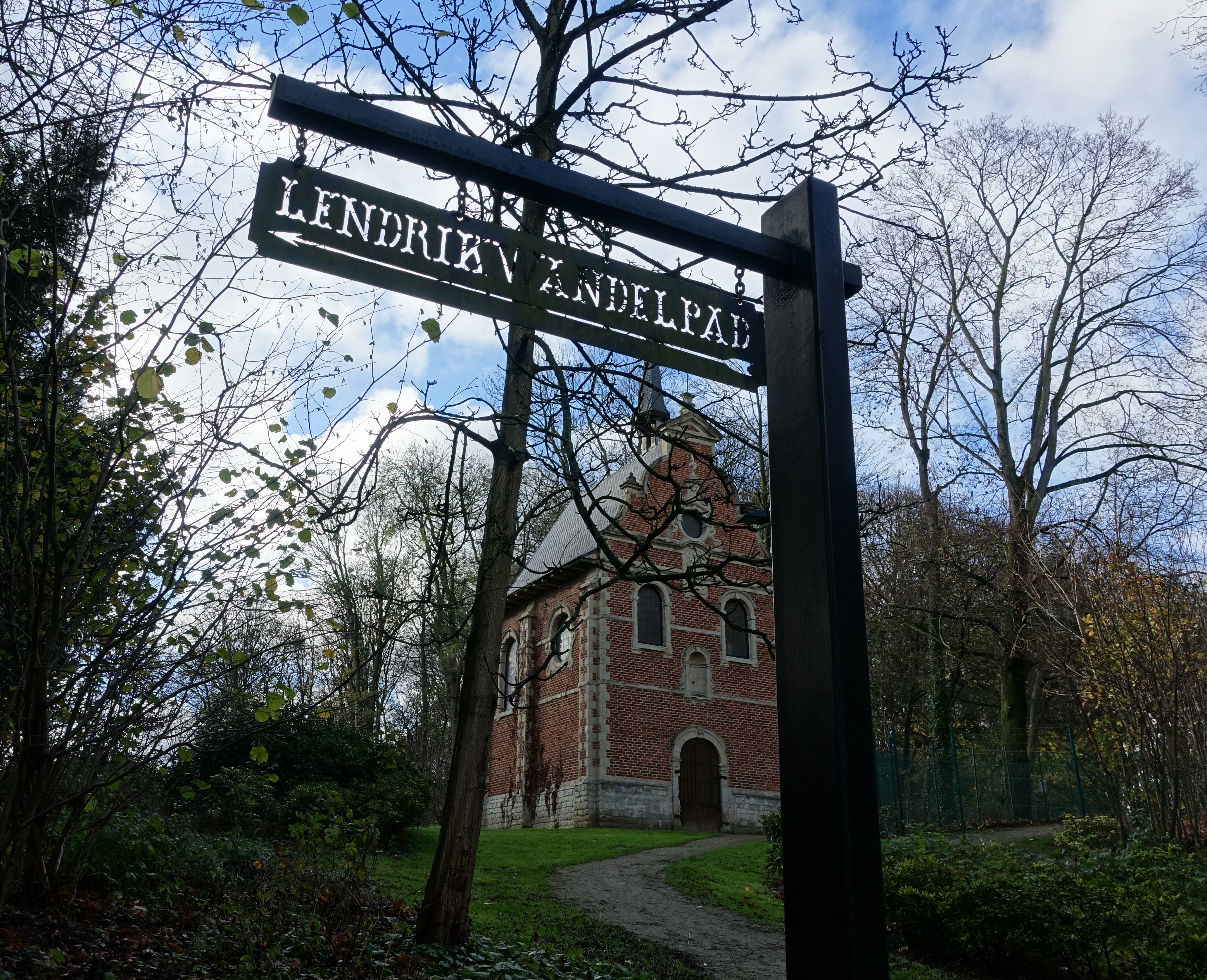
Het Lendrikwandelpad in Domein Drie Fonteinen, met de Lendrikkapel op de achtergrond

Landricus van Zinnik (ook wel Sint-Lendrik of Sint-Lenterik, fr: Saint Landry) was een Frankisch heilige en zou de oudste zoon geweest zijn van Vincentius van Zoningen (Sint-Vincentius) en Waldetrudis van Bergen (Sinte-Waudru de Mons).

## Leven
Landricus werd geboren omstreeks 637 in Bergen. Een van zijn broers zou de heilige Dentelinus zijn.
Terwijl zijn vader een grootse toekomst droomde voor zijn zoon als militair, wijdde Landricus zijn leven aan het priesterschap. Landricus werd bisschop, een functie die hij tussen 660 en 675 neerlegde om zijn vader op te volgen als abt van de door zijn vader gestichte abdij van Hautmont. In 676 of 675 trok hij zich terug in de Zoningerabdij, het huidige Zinnik, ook gesticht door zijn vader. Hij zou er gestorven zijn rond het jaar 700.
Landricus zou het noordelijke deel van Brabant gekerstend hebben in de zevende eeuw. Daar zou hij eens, verloren in de bossen, zich georiënteerd hebben op het kraaien van de haan (of het roepen van een kraai). De grote kasteelboerderij op deze locatie werd aldus 'Crayenhove' genoemd. De boerderij werd in de zeventiende eeuw verbouwd tot het kasteel van Mariansart in Ransbeek-Heembeek, een verdwenen gehucht van Neder-over-Heembeek. In 1667 werd in hetzelfde gehucht de Lendrikkapel gebouwd. Toen het gehucht in de twintigste eeuw moest verdwijnen voor een grote cokesfabriek, werd de kapel verplaatst naar het nabijgelegen Domein Drie Fonteinen.

## Verering
Sint-Lendrik wordt vereerd in Zinnik, Echt, Neder-Over-Heembeek en Vilvoorde (Drie Fonteinen).
Sint-Lendrik is nog steeds de lokale beschermheilige van Neder-Over-Heembeek, nu een deel van de stad Brussel.
De collegiale kerk van Zinnik bewaart de overblijfselen van Sint-Lendrik. Ze worden er jaarlijks rondgedragen in een processie.

## Wetenswaardigheden
- Het gehucht Drie Fonteinen in Vilvoorde kreeg in de jaren 1970 de nieuwe naam 'Lenterik', vernoemd naar Sint-Lendrik en de aan hem gewijde kapel in het Domein Drie Fonteinen.
- In Neder-Over-Heembeek wordt een lokaal bier verkocht dat naar Sint-Lendrik is vernoemd: het bier "Sint Lenderik".
- Landricus van Zinnik is niet te verwarren met Landericius van Parijs, een Parijse bisschop. De naamdag van Landricus van Zinnik wordt gevierd op 17 april, die van Landericus van Parijs op 10 juni.